# Hamfri Ozmond
Hamfri Forteskju Ozmond (engl. Humphry Fortescue Osmond; 1. jul 1917 — 6. februar 2004) bio je britanski psihijatar, poznat po tome što je skovao riječ psihodelija (psychedelic) i zbog svojih revolucionarnih istraživanja na području korištenja psihodeličnih droga u medicinske svrhe.
Ozmond je rođen u grofoviji Sari. Kao mlad čovjek je radio za arhitekta i pohađao Guy's Hospital Medical School na King's College London. Za vrijeme Drugog svjetskog rata Ozmond se specijalizirao za psihijatra.
Nakon što je švajcarski naučnik Albert Hofman otkrio LSD, bilo je psihoterapeuta koji su vjerovali da je riječ o sredstvu koje bi moglo pomoći pacijentima s određenim psihičkim tegobama. U tome je prednjačio engleski psihijatar Hamfri Ozmond. On je poznat po LSD terapiji, korištenoj prilikom istraživanja LSD-a za medicinske svrhe, gdje se nastojalo istražiti prirodu određenih mentalnih poremećaja. Njegova istraživanja izazvala su posebnu pažnju engleskog pisca Oldusa Hakslija.
Ozmond je 1953. godine snabdeo Hakslija dozom meskalina. Termin psychedelic Ozmond je prvi put predložio 1957. godine na sastanku New York Academy of Sciences. Haksli je Osmondu poslao pismo s rimom To make this trivial world sublime, take half a gram of phanerothyme., što je bio njegov prijedlog za naziv. Nakon toga je Osmond sastavio rimu koja je ušla u istoriju: To fathom Hell or soar angelic, just take a pinch of psychedelic.